# Anime năm 2020
| Anime theo năm |      |      |      |      |      |         |
| ...2017        | 2018 | 2019 | 2020 | 2021 | 2022 | 2023... |

Dưới đây là danh sách anime (bao gồm anime truyền hình dài tập, phim anime chiếu rạp, ONA, OVA) được phát hành trong năm 2020 và sự kiện liên quan.

## Phim chiếu rạp
| Ngày công chiếu | Tựa đề                                                                        | Hãng sản xuất                | Đạo diễn                         | Thời lượng (phút) | Ng     |
| --------------- | ----------------------------------------------------------------------------- | ---------------------------- | -------------------------------- | ----------------- | ------ |
| 10 tháng 1      | Kyochū Rettō                                                                  | Passione                     | Takahashi Takeo, Tatsuwa Naoyuki | 76                | [ 1 ]  |
| 17 tháng 1      | Gekijōban Made in Abyss: Fukaki Tamashii no Reime                             | Kinema Citrus                | Kojima Masayuki                  | 105               | [ 2 ]  |
| 18 tháng 1      | Gekijōban High School Fleet                                                   | A-1 Pictures                 | Nobuta Yuu (tổng), Nakagawa Jun  | 103               | [ 3 ]  |
| 1 tháng 2       | Goblin Slayer: Goblin's Crown                                                 | White Fox                    | Ozaki Takaharu                   | 75                | [ 4 ]  |
| 15 tháng 2      | Saezuru Tori wa Habatakanai – The Clouds Gather                               | Grizzly                      | Makita Kaori                     | 85                | [ 5 ]  |
| 21 tháng 2      | Digimon Adventure: Last Evolution Kizuna                                      | Yumeta Company               | Taguchi Tomohisa                 | 94                | [ 6 ]  |
| 21 tháng 2      | Sekai-ichi Hatsukoi: Propose-hen                                              | Studio Deen                  | Takahashi Tomoya                 | 21                | [ 7 ]  |
| 29 tháng 2      | Shirobako                                                                     | P.A.Works                    | Mizushima Tsutomu                | 120               | [ 8 ]  |
| 27 tháng 3      | Psycho-Pass 3: First Inspector                                                | Production I.G               | Shiotani Naoyoshi                | 137               | [ 9 ]  |
| 7 tháng 8       | Doraemon: Nobita và những bạn khủng long mới                                  | Shin-Ei Animation            | Imai Kazuaki                     | 111               | [ 10 ] |
| 7 tháng 8       | Revue Starlight Rondo Rondo Rondo                                             | Kinema Citrus                | Kurukawa Tomohiro                | 119               | [ 11 ] |
| 14 tháng 8      | Date A Live: Date or Bullet                                                   | Geek Toys                    | Nakagawa Jun                     | 24                | [ 12 ] |
| 15 tháng 8      | Fate/stay night: Heaven's Feel III. spring song                               | Ufotable                     | Sudō Tomonori                    | 122               | [ 13 ] |
| 22 tháng 8      | Given                                                                         | Lerche                       | Yamaguchi Hikaru                 | 59                | [ 14 ] |
| 5 tháng 9       | "Hataraku Saibō!!" Saikyō no Teki, Futatabi. Karada no Naka wa "Chō" Ōsawagi! | David Production             | Ogura Hirofumi                   | 112               | [ 15 ] |
| 11 tháng 9      | Crayon Shin-chan: Gekitotsu! Rakuga Kingdom to Hobo Yonin no Yūsha            | Shin-Ei Animation            | Kyogoku Takahiko                 | 103               | [ 16 ] |
| 11 tháng 9      | Người lạ bên bờ biển                                                          | Studio Hibari                | Akiyo Ohashi                     | 59                | [ 17 ] |
| 11 tháng 9      | Kōya no Kotobuki Hikōtai                                                      | GEMBA                        | Mizushima Tsutomu                | 119               | [ 18 ] |
| 18 tháng 9      | Trò chơi cút bắt                                                              | A-1 Pictures                 | Kuroyanagi Toshimasa             | 103               | [ 19 ] |
| 18 tháng 9      | Violet Evergarden: Hồi ức không quên                                          | Kyoto Animation              | Ishidate Taichi                  | 140               | [ 20 ] |
| 2 tháng 10      | BEM: Become Human                                                             | Production I.G               | Ikehata Hiroshi                  | 90                | [ 21 ] |
| 2 tháng 10      | BURN THE WITCH                                                                | Studio Colorido              | Kawana Tatsuro                   | 63                | [ 22 ] |
| 2 tháng 10      | WAVE!! Surfing Yappe!! (phần 1)                                               | Asahi Production             | Ozaki Takaharu                   |                   | [ 23 ] |
| 16 tháng 10     | Thanh gươm diệt quỷ: Chuyến tàu vô tận                                        | Ufotable                     | Sotozaki Haruo                   | 117               | [ 24 ] |
| 2 tháng 10      | WAVE!! Surfing Yappe!! (phần 2)                                               | Asahi Production             | Ozaki Takaharu                   |                   | [ 23 ] |
| 23 tháng 10     | Happy-Go-Lucky Days                                                           | Liden Films Kyoto Studio     | Takuya Satō                      | 54                | [ 25 ] |
| 31 tháng 10     | WAVE!! Surfing Yappe!! (phần 3)                                               | Asahi Production             | Ozaki Takaharu                   |                   | [ 23 ] |
| 6 tháng 11      | Monster Strike: Lucifer - Zetsubō no Yoake                                    | Anima, Dynamo Pictures       | Shizuno Kōbun                    | 127               | [ 26 ] |
| 13 tháng 11     | Date A Bullet: Nightmare or Queen                                             | Geek Toys                    | Nakagawa Jun                     | 29                | [ 12 ] |
| 13 tháng 11     | Majo Minarai o Sagashite                                                      | Toei Animation               | Sato Junichi, Kamatani Haruka    | 91                | [ 27 ] |
| 20 tháng 11     | Stand by Me Doraemon 2                                                        | Shirogumi, Shin-Ei Animation | Yagi Ryuichi Yamazaki Takashi    | 96                | [ 28 ] |
| 27 tháng 11     | Grisaia: Phantom Trigger the Animation Stargazer                              | Bibury Animation Studios     | Tensho                           | 60                | [ 29 ] |
| 27 tháng 11     | Kimi wa Kanata                                                                | Digital Network Animation    | Sena Yoshinobu                   | 95                | [ 30 ] |
| 5 tháng 12      | Fate/Grand Order: Thánh địa bàn tròn Camelot - Wandering; Agaterm             | Signal.MD                    | Suezawa Kei                      | 90                | [ 31 ] |
| 11 tháng 12     | Marudase Kintarō                                                              | Seven                        | Hideki Araki                     |                   | [ 32 ] |
| 11 tháng 12     | Iesu ka Nō ka Hanbun ka                                                       | Lesprit                      | Takata Masahiro                  | 53                | [ 33 ] |
| 25 tháng 12     | Josee: Khi nàng thơ yêu                                                       | Bones                        | Tamura Kotaro                    | 98                | [ 34 ] |
| 25 tháng 12     | Gekijōban Pocket Monsters: Coco                                               | OLM                          | Yajima Tetsuo                    | 110               | [ 35 ] |
| 25 tháng 12     | Entotsu-machi no Poupelle                                                     | Studio 4°C                   | Hitora Yusuke                    | 101               | [ 36 ] |
| 30 tháng 12     | Āya to Majo                                                                   | Studio Ghibli                | Mizayaki Gorō                    | 82                | [ 37 ] |

## Phim truyền hình

### Tháng 1 – tháng 3
| Ngày phát sóng               | Tựa đề                                                          | Hãng sản xuất                       | Đạo diễn                           | Số tập     | Ng     |
| ---------------------------- | --------------------------------------------------------------- | ----------------------------------- | ---------------------------------- | ---------- | ------ |
| 3 tháng 1 – 27 tháng 3       | Koisuru Asteroid                                                | Doga Kobo                           | Hiramaki Daisuke                   | 12         | [ 38 ] |
| 3 tháng 1 – 20 tháng 3       | Darwin's Game                                                   | Nexus                               | Tokumoto Yoshinobu                 | 11         | [ 39 ] |
| 4 tháng 1 – 28 tháng 2       | Magia Record: Mahō Shōjo Madoka Magika Gaiden                   | Shaft                               | Gekidan Inu Curry                  | 13         | [ 40 ] |
| 5 tháng 1 – 22 tháng 3       | ID: INVADED                                                     | NAZ                                 | Aoki Ei                            | 13         | [ 41 ] |
| 5 tháng 1 – 22 tháng 3       | Eizouken ni wa Te o Dasu na!                                    | Science SARU                        | Yuasa Masaaki                      | 12         | [ 42 ] |
| 5 tháng 1 – 30 tháng 6, 2021 | Rebirth                                                         | Liden Films Osaka Studio            | Yoshioka Shinobu                   | 50         | [ 43 ] |
| 5 tháng 1 – 22 tháng 3       | Yatogame-chan Kansatsu Nikki (mùa 2)                            | Saetta                              | Hirasawa Hisayoshi                 | 12         | [ 44 ] |
| 6 tháng 1 – 23 tháng 3       | Heya Camp                                                       | C-Station                           | Jinbo Masato                       | 12         | [ 45 ] |
| 6 tháng 1– 30 tháng 6        | Pet                                                             | Geno Studio                         | OmoriTakahiro                      | 13         | [ 46 ] |
| 7 tháng 1 – 24 tháng 3       | Murenase! Seton Gakuen                                          | Studio Gokumi                       | Ikehata Hiroshi                    | 12         | [ 47 ] |
| 7 tháng 1 – 31 tháng 3       | Majutsushi Orphen Haguretabi                                    | Studio Deen                         | Hamana Takayuki                    | 13         | [ 48 ] |
| 8 tháng 1 – 25 tháng 3       | Vì mình chẳng muốn bị đau nên mình sẽ nâng tối đa lực phòng ngự | Silver Link                         | Ōnuma Shin, Minato Mirai           | 12         | [ 49 ] |
| 8 tháng 1 – 25 tháng 3       | Hulaing Babies☆Petit                                            | Gaina                               | Asao Yoshinori                     | 12         | [ 50 ] |
| 8 tháng 1 – 15 tháng 4       | number24                                                        | PRA                                 | Kimiya Shigeru                     | 12         | [ 51 ] |
| 8 tháng 1 – 24 tháng 6       | Plunderer                                                       | Geek Toys                           | Kanbe Hiroyuki                     | 24         | [ 52 ] |
| 9 tháng 1 – 26 tháng 3       | Kūtei Dragons                                                   | Polygon Pictures                    | Yoshihira Tadahiro                 | 12         | [ 53 ] |
| 9 tháng 1 – 3 tháng 6        | Hatena Illusion                                                 | Children's Playground Entertainment | Masuo Shin                         | 12         | [ 54 ] |
| 9 tháng 1 – 26 tháng 3       | Oshi ga Budōkan Ittekuretara Shinu                              | 8bit                                | Yamamoto Yusuke                    | 12         | [ 55 ] |
| 9 tháng 1 – 16 tháng 4       | Infinite Dendrogram                                             | NAZ                                 | Kobayashi Tomoki                   | 13         | [ 56 ] |
| 9 tháng 1 – 26 tháng 3       | Nekopara                                                        | Felix Film                          | Yamamoto Yasutaka                  | 12         | [ 57 ] |
| 9 tháng 1 – 26 tháng 3       | Show by Rock! Mashumairesh!!                                    | Kinema Citrus                       | Son Seung-hui                      | 12         | [ 58 ] |
| 9 tháng 1 – 26 tháng 3       | Somari to Mori no Kamisama                                      | Satelight HORNETS                   | Kenji Yasuda                       | 12         | [ 59 ] |
| 9 tháng 1 – 26 tháng 3       | Hōsekisho Richard-shi no Nazo Kantei                            | Shuka                               | Iwasaki Tarou                      | 12         | [ 60 ] |
| 9 tháng 1 – 26 tháng 3       | Jibaku Shounen Hanako-kun                                       | Lerche                              | Andō Masaomi                       | 12         | [ 61 ] |
| 9 tháng 1 – 19 tháng 3       | Uchi Tama!? ~Uchi no Tama Shirimasen ka?~                       | MAPPA Lapin Track                   | Matsuda Kiyoshi                    | 11         | [ 62 ] |
| 10 tháng 1 – 25 tháng 9      | Toaru Kagaku no Railgun T                                       | J.C.Staff                           | Tagai Tatsuyuki                    | 25         | [ 63 ] |
| 10 tháng 1 – 3 tháng 4       | Haikyu!! To The Top                                             | Production I.G                      | Sato Masako                        | 13         | [ 64 ] |
| 10 tháng 1– 27 tháng 3       | Oda Cinnamon Nobunaga                                           | Studio Signpost                     | Hidetoshi Takahashi                | 12         | [ 65 ] |
| 10 tháng 1 – 13 tháng 1      | Rikei ga koi ni ochita no de shōmei shite mita                  | Zero-G                              | Kitahata Toru                      | 12         | [ 66 ] |
| 10 tháng 1 – 27 tháng 3      | Runway de Waratte                                               | Ezo'la                              | Nobuyoshi Nagayama                 | 12         | [ 67 ] |
| 11 tháng 1 – 28 tháng 3      | 22/7                                                            | A-1 Pictures                        | Abo Takao                          | 12         | [ 68 ] |
| 11 tháng 1 – 28 tháng 3      | Boku no Tonari ni Ankoku Hakaishin ga Imasu                     | EMT Squared                         | Nigorikawa Atsushi                 | 12         | [ 69 ] |
| 11 tháng 1 – 28 tháng 3      | Interspecies Reviewers                                          | 12                                  | Passione                           | Ogawa Yuki | [ 70 ] |
| 11 tháng 1 – 28 tháng 3      | Kyokō Suiri                                                     | Brain's Base                        | Gotou Keiji                        | 12         | [ 71 ] |
| 12 tháng 1 – 29 tháng 3      | Dorohedoro                                                      | MAPPA                               | Hayashi Yuichiro                   | 12         | [ 72 ] |
| 13 tháng 1 – 23 tháng 3      | ARP Backstage Pass                                              | Dynamo Pictures                     | Endo Tetsuya                       | 11         | [ 73 ] |
| 14 tháng 1 – 23 tháng 6      | A3! Season Spring & Summer                                      | P.A.Works, 3Hz                      | Masayuki Sakoi, Keiksuke Shinohara | 12         | [ 74 ] |
| 14 tháng 1 – 31 tháng 3      | Bộ tứ dị giới (mùa 2)                                           | Studio Puyukai                      | Minoru Ashina                      | 12         | [ 75 ] |
| 23 tháng 1 – 23 tháng 4      | BanG Dream! (mùa 3)                                             | Sanzigen                            | Kakimoto Kōdai                     | 13         | [ 76 ] |
| 2 tháng 2 - 21 tháng 12      | Healin' Good♡PreCure                                            | Toei Animation                      | Yoko Ikeda                         | 45         | [ 77 ] |

### Tháng 4 – tháng 6
| Ngày phát sóng                  | Tựa đề                                                                          | Hãng sản xuất                      | Đạo diễn                    | Số tập | Ng      |
| ------------------------------- | ------------------------------------------------------------------------------- | ---------------------------------- | --------------------------- | ------ | ------- |
| 1 tháng 4 – 17 tháng 6          | Tamayomi                                                                        | Studio A-Cat                       | Fumushima Toshinori         | 12     | [ 78 ]  |
| 1 tháng 4 – 4 tháng 6           | Kami no Tou                                                                     | Telecom Animation Film             | Sano Takashi                | 13     | [ 79 ]  |
| 2 tháng 4 –                     | Norimono Man Mōbiru Rando no Kā-kun                                             | CloverWorks                        | Sasaki Shinobu              |        | [ 80 ]  |
| 2 tháng 4 – 18 tháng 6          | Hachinan tte, Sore wa Nai Deshō                                                 | Shin-Ei Animation                  | Miura Tatsuya               | 12     | [ 81 ]  |
| 2 tháng 4 – 18 tháng 6          | Kakushigoto                                                                     | Ajia-do Animation Works            | Murano Yūta                 | 12     | [ 82 ]  |
| 3 tháng 4 – 7 tháng 8           | Bungō to Alchemist: Shinpan no Haguruma                                         | OLM                                | Watanabe Toshinori          | 13     | [ 83 ]  |
| 3 tháng 4 – 19 tháng 6          | Listeners                                                                       | MAPPA                              | Ando Hiroaki                | 12     | [ 84 ]  |
| 3 tháng 4 – 19 tháng 6          | Sakura Wars the Animation                                                       | Sanzigen                           | Ono Manabu                  | 12     | [ 85 ]  |
| 3 tháng 4 – 19 tháng 6          | Nami yo Kiitekure                                                               | Sunrise                            | Minamikawa Tatsuma          | 12     | [ 86 ]  |
| 4 tháng 4 – 20 tháng 6          | Arte                                                                            | Seven Arcs                         | Hamana Takayuki             | 12     | [ 87 ]  |
| 4 tháng 4 – 11 tháng 7          | Major 2nd (mùa 2)                                                               | OLM                                | Watanabe Ayumu              | 25     | [ 88 ]  |
| 4 tháng 4 – 20 tháng 6          | Otome Gēmu no Hametsu Furagu Shika Nai Akuyaku Reijō ni Tensei Shiteshimatta... | Silver Link                        | Inoue Keisuke               | 12     | [ 89 ]  |
| 4 tháng 4 – 20 tháng 6          | Yesterday o Utatte                                                              | Doga Kobo                          | Fujiwara Yoshiyuki          | 12     | [ 90 ]  |
| 5 tháng 4 – 21 tháng 6          | Honzuki no Gekokujō (mùa 2)                                                     | Ajia-do Animation Works            | Hongo Mitsuru               | 12     | [ 91 ]  |
| 5 tháng 4 – 28 tháng 6          | Gleipnir                                                                        | Pine Jam                           | Yoneda Kazuhiro             | 13     | [ 92 ]  |
| 5 tháng 4 – 27 tháng 12         | IDOLiSH7: Second Beat!                                                          | Troyca                             | Bessho Makoto               | 15     | [ 93 ]  |
| 5 tháng 4 – 4 tháng 4 năm 2021  | Mewkledreamy                                                                    | J.C.Staff                          | Sakurai Hiroaki             | 48     | [ 94 ]  |
| 5 tháng 4 – 20 tháng 12         | Gal to Kyōryū                                                                   | Space Neko Company, Kamikaze Douga | Aoki Jun                    | 12     | [ 95 ]  |
| 5 tháng 4 – 28 tháng 6          | Shachō, Batoru no Jikan Desu!                                                   | C2C                                | Ikeshita Hiroki             | 12     | [ 96 ]  |
| 5 tháng 4 – 28 tháng 3 năm 2021 | Tomika Kizuna Gattai Earth Granner                                              | OLM                                | Ushiro Shinji               | 51     | [ 97 ]  |
| 5 tháng 4 – 21 tháng 6          | Tsugu Tsugumomo                                                                 | Zero-G                             | Kuraya Ryōichi              | 12     | [ 98 ]  |
| 6 tháng 4 – 15 tháng 6          | Jashin-chan Dropkick! (mùa 2)                                                   | Nomad                              | Sato Hikaru                 | 11     | [ 99 ]  |
| 6 tháng 4 – 21 tháng 9          | Fruits Basket (mùa 2)                                                           | TMS/8PAN                           | Ibata Yoshihide             | 25     | [ 100 ] |
| 6 tháng 4 –                     | Kingdom (mùa 3)                                                                 | Pierrot, Studio Signpost           | Imaizumi Kenichi            | 26     | [ 101 ] |
| 6 tháng 4 – 29 tháng 6          | Princess Connect! Re:Dive                                                       | CygamesPictures                    | Kanasaki Takaomi            | 13     | [ 102 ] |
| 6 tháng 4 – 22 tháng 6          | Shironeko Project: Zero Chronicle                                               | Project No.9                       | Jinbo Asato                 | 12     | [ 103 ] |
| 7 tháng 4 – 22 tháng 9          | Hōkago Teibō Nisshi                                                             | Doga Kobo                          | Okuma Takaharu              | 12     | [ 104 ] |
| 7 tháng 4 – 23 tháng 3 năm 2021 | Shadowverse                                                                     | Zexcs                              | Kawaguchi Keiichiro         | 48     | [ 105 ] |
| 8 tháng 4 – 24 tháng 6          | BNA: Brand New Animal                                                           | Trigger                            | Yoshinari Yō                | 12     | [ 106 ] |
| 8 tháng 4 – 1 tháng 7           | Komatta Jii-san                                                                 | Kachidoki Studio                   | Namiki Hiroshi              | 13     | [ 107 ] |
| 9 tháng 4 – 24 tháng 9          | Fugō Keiji Balance: Unlimited                                                   | CloverWorks                        | Itō Tomohiko                | 11     | [ 108 ] |
| 10 tháng 4 – 25 tháng 9         | Appare-Ranman!                                                                  | P.A.Works                          | Hahimoto Masakazu           | 13     | [ 109 ] |
| 10 tháng 4 – 3 tháng 7          | Argonavis from BanG Dream!                                                      | Sanzigen                           | Nishikiori Hiroshi          | 13     | [ 110 ] |
| 11 tháng 4 – 26 tháng 9         | Shokugeki no Soma: The Fifth Plate                                              | J.C.Staff                          | Yonetani Yoshitomo          | 13     | [ 111 ] |
| 11 tháng 4 – 27 tháng 6         | Kaguya-sama wa Kokurasetai (mùa 2)                                              | A-1 Pictures                       | Hatakeyama Mamoru           | 12     | [ 112 ] |
| 13 tháng 4 – 29 tháng 6         | Kitsutsuki Tantei-dokoro                                                        | Liden Films                        | Ezaki Shinpei, Makino Tomoe | 12     | [ 113 ] |
| 20 tháng 4 – 2 tháng 11         | Bessatsu Olympia Kyklos                                                         | Gosay Studio                       | Fujii Ryō                   | 24     | [ 114 ] |

### Tháng 7 – tháng 9
| Ngày phát sóng          | Tựa đề                                                     | Hãng sản xuất                 | Đạo diễn                       | Số tập           | Ng      |
| ----------------------- | ---------------------------------------------------------- | ----------------------------- | ------------------------------ | ---------------- | ------- |
| 4 tháng 7 – 12 tháng 12 | Enen no Shouboutai (mùa 2)                                 | David Production              | Minamikawa Tatsuma             | 24               | [ 115 ] |
| 4 tháng 7 – 19 tháng 9  | Lapis Re:Lights                                            | Yokohama Animation Laboratory | Hata Hiroyuki                  | 12               | [ 116 ] |
| 4 tháng 7 – 26 tháng 9  | Dokyū Hentai HxEros                                        | Project No.9                  | Jinbo Masato                   | 12               | [ 117 ] |
| 4 tháng 7 – 26 tháng 9  | Maō Gakuin no Futekigōsha                                  | Silver Link                   | Ōnuma Shin, Tamura Masafumi    | 13               | [ 118 ] |
| 6 tháng 7 – 28 tháng 9  | The God of High School                                     | MAPPA                         | Park Sunghoo                   | 13               | [ 119 ] |
| 7 tháng 7 – 22 tháng 9  | Muhyo to Rōjī no Mahōritsu Sōdan Jimusho (mùa 2)           | Studio Deen                   | Kondo Nobuhiro                 | 12               | [ 120 ] |
| 7 tháng 7 – 22 tháng 9  | Umayon                                                     | 12                            | DMM.futureworks, W-Toon Studio | Miyajima Seiya   | [ 121 ] |
| 8 tháng 7 – 23 tháng 9  | Deca-Dence                                                 | 12                            | NUT                            | Tachikawa Yuzuru | [ 122 ] |
| 8 tháng 7 – 16 tháng 12 | Great Pretender                                            | 23                            | Wit Studio                     | Kaburagi Hiro    | [ 123 ] |
| 8 tháng 7 – 30 tháng 9  | Re:Zero − Bắt đầu lại ở thế giới khác (mùa 2, phần 1)      | White Fox                     | Watanabe Masaharu              | 13               | [ 124 ] |
| 9 tháng 7 – 24 tháng 9  | Yahari Ore no Seishun Love Comedy wa Machigatteiru. Kan    | Feel                          | Oikawa Kei                     | 12               | [ 125 ] |
| 9 tháng 7 – 24 tháng 9  | No Guns Life (mùa 2)                                       | Madhouse                      | Itō Naoyuki                    | 12               | [ 126 ] |
| 10 tháng 7 – 11 tháng 9 | GET UP! GET LIVE!                                          | Spellbound                    | 88                             | 10               | [ 127 ] |
| 10 tháng 7 – 25 tháng 9 | Uzaki-chan wa Asobitai!                                    | ENGI                          | Miura Kazuya                   | 12               | [ 128 ] |
| 11 tháng 7 – 26 tháng 9 | Peter Grill to Kenja no Jikan                              | Wolfsbane                     | Tatsumi                        | 12               | [ 129 ] |
| 11 tháng 7 – 26 tháng 9 | Kanojo, Okarishimasu                                       | TMS Entertainment             | Koga Kazuomi                   | 12               | [ 130 ] |
| 12 tháng 7 – 27 tháng 9 | Musume no Oisha-san                                        | Arvo Animation                | Iwasaki Yoshiaki               | 12               | [ 131 ] |
| 12 tháng 7 – 20 tháng 9 | Sword Art Online: Alicization – War of Underworld (phần 2) | A-1 Pictures                  | Ono Manabu                     | 11               | [ 132 ] |
| 15 tháng 7 – 30 tháng 9 | Gibiate                                                    | Lunch Box, Studio Elle        | Komino Masahiko                | 12               | [ 133 ] |
| 15 tháng 7 – 30 tháng 9 | Koi to Producer: EVOL×LOVE                                 | MAPPA                         | Sakai Munehisa                 | 12               | [ 134 ] |

### Tháng 10 – tháng 12
| Ngày phát sóng                    | Tựa đề                                                          | Hãng sản xuất                       | Đạo diễn                            | Số tập | Ng      |
| --------------------------------- | --------------------------------------------------------------- | ----------------------------------- | ----------------------------------- | ------ | ------- |
| 1 tháng 10 – 19 tháng 3 năm 2021  | Higurashi no Naku Koro ni – Gou                                 | Passione                            | Kawaguchi Keiichiro                 | 24     | [ 135 ] |
| 2 tháng 10 – 25 tháng 12          | Assault Lily Bouquet                                            | Shaft                               | Ootani Hajime, Saeki Shouji         | 12     | [ 136 ] |
| 2 tháng 10 – 18 tháng 12          | 100-Man no Inochi no Ue ni Ore wa Tatteiru                      | Maho Film                           | Habara Kumiko                       | 12     | [ 137 ] |
| 2 tháng 10 – 18 tháng 12          | Reeru Romanesuku                                                | Saetta                              | Hirasawa Hisayoshi                  | 12     | [ 138 ] |
| 2 tháng 10 – 18 tháng 12          | Haikyu!! To The Top (mùa 2)                                     | Production I.G                      | Sato Masako                         | 12     | [ 139 ] |
| 2 tháng 10 – 18 tháng 12          | Hành trình của Elaina                                           | C2C                                 | Kubooka Toshiyuki                   | 12     | [ 140 ] |
| 2 tháng 10 – 27 tháng 3 năm 2021  | Inu to Neko Docchimo Katteru to Mainichi Tanoshii               | Team Till Dawn                      | Kishi Seiji                         | 24     | [ 141 ] |
| 3 tháng 10 –                      | Dragon Quest -Dai no Daibōken-                                  | Toei Animation                      | Karasawa Kazuya                     | 100    | [ 142 ] |
| 3 tháng 10 – 19 tháng 12          | Tonikaku Kawaii                                                 | Seven Arcs                          | Ikehata Hiroshi                     | 12     | [ 143 ] |
| 3 tháng 10 – 26 tháng 12          | Hypnosis Mic: Division Rap Battle: Rhyme Anima                  | A-1 Pictures                        | Ono Aatsumi                         | 13     | [ 144 ] |
| 3 tháng 10 – 19 tháng 12          | Dungeon ni Deai o Motomeru no wa Machigatteiru Darō ka (mùa 3)  | J.C.Staff                           | Tachibana Hideki                    | 12     | [ 145 ] |
| 3 tháng 10 – 3 tháng 3 năm 2021   | Jujutsu Kaisen                                                  | MAPPA                               | Part Sunghoo                        | 24     | [ 146 ] |
| 3 tháng 10 – 27 tháng 3 năm 2021  | King's Raid: Ishi o Tsugu Mono-tachi                            | OLM Sunrise Beyond                  | Hoshino Makoto                      | 26     | [ 147 ] |
| 3 tháng 10 – 26 tháng 12          | Love Live! Nijigasaki High School Idol Club                     | Sunrise                             | Kawamura Tomoyuki                   | 13     | [ 148 ] |
| 3 tháng 10 – 26 tháng 12          | Warlords of Sigrdrifa                                           | A-1 Pictures                        | Tokuda Hirotaka                     | 12     | [ 149 ] |
| 3 tháng 10 – 20 tháng 3 năm 2021  | Hanyō no Yasha-Hime                                             | Sunrise                             | Sato Teruo                          | 24     | [ 150 ] |
| 4 tháng 10 – 20 tháng 12          | Kami-tachi ni Hirowareta OtokoM                                 | Maho Film                           | Yanase Takeyuki                     | 12     | [ 151 ] |
| 4 tháng 10 – 20 tháng 12          | Iwa-Kakeru! Sport Climbing Girls                                | Blade                               | Amino Tetsurō                       | 12     | [ 152 ] |
| 4 tháng 10 – 27 tháng 12          | Munō na Nana                                                    | Bridge                              | Ishihara Shinji                     | 13     | [ 153 ] |
| 4 tháng 10 – 27 tháng 12          | Mahōka Kōkō no Rettōsei: Raihousha-hen                          | 8-Bit                               | Yoshida Risako                      | 13     | [ 154 ] |
| 5 tháng 10 – 21 tháng 12          | Golden Kamuy (mùa 3)                                            | Geno Studio                         | Nanba Hitoshi                       | 12     | [ 155 ] |
| 5 tháng 10 – 21 tháng 12          | One Room (mùa 3)                                                | Zero-G                              | Shinichirō Ueda                     | 12     | [ 156 ] |
| 6 tháng 10 – 22 tháng 12          | Ikebukuro West Gate Park                                        | Doga Kobo                           | Koshida Tomoaki                     | 12     | [ 157 ] |
| 6 tháng 10 – 22 tháng 12          | Maōjō de Oyasumi                                                | Doga Kobo                           | Yamazaki Mitsue                     | 12     | [ 158 ] |
| 7 tháng 10 – 23 tháng 12          | Kuma Kuma Kuma Bear                                             | EMT Squared                         | Ishii Hisashi, Nobuta Yuu           | 12     | [ 159 ] |
| 7 tháng 10 – 30 tháng 12          | Noblesse                                                        | Production I.G                      | Tada Shunsuke, Yamamoto Yasutaka    | 13     | [ 160 ] |
| 7 tháng 10 – 23 tháng 12          | Kimi to Boku no Saigo no Senjō, Aruiwa Sekai ga Hajimaru Seisen | Silver Link                         | Ōnuma Shin, Minato Mirai            | 12     | [ 161 ] |
| 7 tháng 10 – 23 tháng 12          | Strike Witches: ROAD to BERLIN                                  | David Production                    | Takahashi Hideya, Takamura Kazuhiro | 12     | [ 162 ] |
| 7 tháng 10 – 30 tháng 12          | Tsukiuta THE ANIMATION (mùa 2)                                  | Children's Playground Entertainment | Nishimoto Yukio                     | 13     | [ 163 ] |
| 8 tháng 10 – 24 tháng 12          | Akudama Drive                                                   | Pierrot                             | Taguchi Tomohisa                    | 12     | [ 164 ] |
| 8 tháng 10 – 24 tháng 12          | Grand Blues!                                                    | DMM.futureworks                     | Morii Kenshirō                      | 12     | [ 165 ] |
| 9 tháng 10 – 25 tháng 12          | Adachi to Shimamura                                             | Tezuka Productions                  | Kuwabara Satoshi                    | 12     | [ 166 ] |
| 10 tháng 10 – 26 tháng 12         | Gochūmon wa Usagi desu ka? BLOOM                                | Encourage Films                     | Hashinoto Hiroyuki                  | 12     | [ 167 ] |
| 11 tháng 10 – 27 tháng 12         | Maesetsu!                                                       | Studio Gokumi, AXsiZ                | Yuu Nobuta                          | 12     | [ 168 ] |
| 11 tháng 10 – 20 tháng 12         | Nhà ái quốc Moriarty (phần 1)                                   | Production I.G                      | Nomura Kazuya                       | 11     | [ 169 ] |
| 11 tháng 10 – 27 tháng 12         | Kami-sama ni Natta Hi                                           | P.A.Works                           | Asai Yoshiyuki                      | 12     | [ 170 ] |
| 11 tháng 10 – 20 tháng 12         | Taisō Samurai                                                   | MAPPA                               | Shimizu Hisatoshi                   | 11     | [ 171 ] |
| 12 tháng 10 – 28 tháng 12         | Ochikobore Fruit Tart                                           | Feel                                | Kawaguchi Keiichiro                 | 12     | [ 172 ] |
| 13 tháng 10 – 29 tháng 12         | A3! Season Autumn & Winter'                                     | P.A.Works 3Hz                       | Sakou Masayuki                      | 12     | [ 173 ] |
| 13 tháng 10 – 29 tháng 12         | Magatsu Wahrheit -Zuerst-                                       | Yokohama Animation Laboratory       | Hosoda Naoto                        | 12     | [ 174 ] |
| 13 tháng 10 – 30 tháng 3 năm 2021 | Osomatsu-san (mùa 3)                                            | Pierrot                             | Fujita Yoichi                       | 25     | [ 175 ] |
| 14 tháng 10 – 30 tháng 12         | Dogeza de Tanondemita                                           | Adonero                             | Shinpei Nagai                       | 12     | [ 176 ] |
| 30 tháng 10 – 29 tháng 1 năm 2021 | D4DJ First Mix                                                  | Sanzigen                            | Mizushima Seiji                     | 13     | [ 177 ] |
| 7 tháng 12 – 29 tháng 3 năm 2021  | Shingeki no Kyojin: The Final Season (phần 1)                   | MAPPA                               | Shishido Jun, Hayashi Yūichirō      | 16     | [ 178 ] |

## ONA
| Ngày phát hành                  | Tựa đề                                                      | Hãng sản xuất                     | Đạo diễn                           | Số tập | Ng      |
| ------------------------------- | ----------------------------------------------------------- | --------------------------------- | ---------------------------------- | ------ | ------- |
| 15 tháng 1 – 6 tháng 8          | Pokémon: Hakumei no Tsubasa                                 | Studio Colorido                   | Yamashita Shingo                   | 7      | [ 179 ] |
| 6 tháng 2                       | Mushikago no Caster                                         | Studio Kai                        | Chigira Koichi                     | 12     | [ 180 ] |
| 9 tháng 3                       | Altered Carbon: Resleeved                                   | Anima                             | Nakajima Takeru, Okada Yoshiyuki   | 1      | [ 181 ] |
| 20 tháng 3                      | Kyōryū Shōjo Gauko (mùa 2)                                  | Ascension                         | Shigino Akira                      | 19     | [ 182 ] |
| 23 tháng 3                      | Sol Levante                                                 | Production I.G                    | Saitou Akira                       | 1      | [ 183 ] |
| 26 tháng 3                      | 7 Seeds (mùa 2)                                             | Studio Kai                        | Takahashi Yukio                    | 12     | [ 184 ] |
| 3 tháng 4 – 19 tháng 3 năm 2021 | Beyblade Burst Sparking                                     | OLM                               | Akiyama Katsuhito (tổng),Jin Gu Ou | 52     | [ 185 ] |
| 9 tháng 4 – 27 tháng 8          | Gundam Build Divers Re:RISE (mùa 2)                         | Sunrise Beyond                    | Watada Shinya                      | 13     | [ 186 ] |
| 10 tháng 4 – 26 tháng 6         | Mashin Eiyūden Wataru Shichi Tamashii no Ryūjinmaru         | Sunrise                           | Kōjina Hiroshi                     | 12     | [ 187 ] |
| 10 tháng 4 – 26 tháng 6         | Zashiki-Warashi no Tatami-chan                              | Zero-G                            | Oshikiri Rensuke                   | 12     | [ 188 ] |
| 23 tháng 4                      | Kōkaku Kidōtai: SAC 2045                                    | Production I.G, Sola Digital Arts | Kamiyama Kenji, Aramaki Shinji     | 12     | [ 189 ] |
| 4 tháng 6                       | Grappler Baki (mùa 2)                                       | TMS Entertainment                 | Hirano Toshiki                     | 13     | [ 190 ] |
| 18 tháng 6                      | Khi muốn khóc, tôi đeo mặt nạ mèo                           | Studio Colorido                   | Sato Junichi, Shibayama Tomotaka   | 1      | [ 191 ] |
| 9 tháng 7                       | Japan Sinks: 2020                                           | Science SARU                      | Ho Pyeon-Gang, Yuuasa Masaaki      | 10     | [ 192 ] |
| 16 tháng 8                      | Boku no Hero Academia: Ikinokore! Kesshi no Survival Kunren | Bones                             | Nagasaki Kenji, Mukai Masahiro     | 2      | [ 193 ] |
| 27 tháng 8                      | Aggressive Retsuko (mùa 3)                                  | Fanworks                          | Rarecho                            | 10     | [ 194 ] |
| 17 tháng 9                      | Dragon's Dogma                                              | Sublimation                       | Sugai Shin'ya                      | 7      | [ 195 ] |
| 11 tháng 10                     | Bōkyaku Battery                                             | MAPPA                             | Shinohara Parako                   | 1      | [ 196 ] |
| 11 tháng 10 –                   | Onegai Patron-sama!                                         | TANOsim                           |                                    |        | [ 197 ] |
| 1 tháng 12                      | Obsolete (phần 2)                                           | Buemon                            | Yamada Hiroki, Shirato Seiichi     | 6      | [ 198 ] |

## OVA
| Ngày phát hành                  | Tựa đề                                                                     | Hãng sản xuất                | Đạo diễn          | Số tập | Ng      |
| ------------------------------- | -------------------------------------------------------------------------- | ---------------------------- | ----------------- | ------ | ------- |
| 22 tháng 1                      | Haikyu!! Riku vs. Kuu                                                      | Production I.G               | Mitsunaka Susumu  | 2      | [ 199 ] |
| 22 tháng 1                      | Tsugumomo                                                                  | Zero-G                       | Kuraya Ryōichi    | 1      | [ 200 ] |
| 29 tháng 1                      | Danjon ni Deai o Motomeru no wa Machigatteiru Darō ka                      | J.C.Staff                    | Tachibana Hideki  | 1      | [ 201 ] |
| 29 tháng 1                      | Strike the Blood: Kieta Seisō-hen                                          | CONNECT                      | Yamamoto Hideyo   | 1      | [ 202 ] |
| 14 tháng 2                      | ACCA: 13-ku Kansatsu-ka. - Regards                                         | Madhouse                     | Shingo Natsume    | 1      | [ 203 ] |
| 27 tháng 2                      | Naka no Hito Genome [Jikkyōchū]                                            | Silver Link                  | Shin Ōnuma        | 1      | [ 204 ] |
| 28 tháng 2                      | Queen's Blade: Unlimited (tập OVA thứ hai)                                 | FORTES                       | Kisaragi Gabi     | 1      | [ 205 ] |
| 27 tháng 2                      | Honzuki no Gekokujō                                                        | Ajia-do Animation Works      | Hongo Mitsuru     | 2      | [ 206 ] |
| 25 tháng 3                      | Tsūjou Kōgeki ga Zentai Kōgeki de ni Kai Kōgeki no Okā-san wa Suki Desuka? | J.C.Staff                    | Iwasaki Yoshiaki  | 1      | [ 207 ] |
| 3 tháng 4                       | Bokutachi wa Benkyō ga Dekinai: BOKUBEN                                    | Studio Silver Arvo Animation | Iwasaki Yoshiaki  | 1      | [ 208 ] |
| 8 tháng 4 – 30 tháng 6 năm 2021 | Strike the Blood IV                                                        | CONNECT                      | Hideyo Yamamoto   | 12     | [ 202 ] |
| 26 tháng 8                      | Kabukichō Sherlock                                                         | Production I.G               | Yoshimura Ai      | 6      | [ 209 ] |
| 2 tháng 9                       | Ore wo Suki Nano wa Omae Dake ka yo                                        | CONNECT                      | Akitaya Noriaki   | 1      | [ 210 ] |
| 25 tháng 10 – 29 tháng 11       | Toji no Miko – Tomoshibi                                                   | Project No.9                 | Tomohiro Kamitani | 2      | [ 211 ] |

## Mất

### Tháng 1
- Ngày 9 tháng 1: Yamaguchi Yūji, họa sĩ diễn hoạt người Nhật (Fate/stay night), qua đời ở tuổi 58.[212]

### Tháng 2
- Ngày 13 tháng 2: Sakaguchi Yoshisada, diễn viên lồng tiếng người Nhật (vai Philip II of Macedon trong Reign, vai Muijika trong Mushishi, vai Hachiroh Tohbe trong Jin-Roh: The Wolf Brigade, vai Tonpetty trong phần phim JoJo's Bizarre Adventure: Phantom Blood năm 2007), qua đời ở tuổi 80.
- Ngày 21 tháng 2: Kasuta Hisashi, diễn viên lồng tiếng người Nhật (vai Professor Ochanomizu trong Astro Boy, vai Dr. Hoshi trong Astroganger, vai Professor Tobishima trong Groizer X, vai Izumi Shin'ichirō trong Tōshō Daimos) qua đời ở tuổi 92.[213]
- Ngày 22 tháng 2: Kishino Kazuhiko, diễn viên lồng tiếng người Nhật (vai Kinniku Mayumi trong Kinnikuman), qua đời ở tuổi 86.[214]

### Tháng 4
- Ngày 12 tháng 4: Fujiwara Keiji, diễn viên lồng tiếng người Nhật, (vai Maes Hughes trong Cang giả kim thuật sư, vai Ladd Russo trong Baccano, vai Nobara Hiroshi trong Crayon Shin-chan, Reno trong Final Fantasy VII Remake, Leorio Paladiknight trong Hunter x Hunter), qua đời vì bệnh ung thư ở tuổi 55.[215][216]

### Tháng 11
- Ngày 15 tháng 11: Yono Hikari, diễn viên lồng tiếng người Nhật (Thủy thủ Mặt Trăng Pha lê, Naruto: Shippuden), qua đời ở tuổi 46.[217]